# 볼터스 클루버
월터스클루어 또는 볼터스클루버(Wolters Kluwer)는 네덜란드의 정보 서비스 기업이다. 이 기업의 본사는 네덜란드 알펀안덴레인(글로벌)과 미국 필라델피아에 위치해 있다. 현재 형태의 월터스클루어는 1987년 클루어 퍼블리셔스와 월터스 샘섬간 합병을 통해 설립되었다.
월터스 클루어(Wolters Kluwer)는 의료 산업, 세무 및 회계, 기업 성과 관리 및 ESG, 금융 기업 규정 준수, 법률 및 컴플라이언스 분야에서 전문 정보, 소프트웨어 솔루션, 서비스를 제공하는 글로벌 리더이다. 네덜란드 알펜안덴라인에 본사를 두고 있으며, 2023년 연 매출은 56억 유로를 기록했다.
이 기업은 180여 개국의 고객에게 서비스를 제공하고 40여 개국에서 사업을 운영하며, 전 세계적으로 약 21,400명의 직원을 고용하고 있다.
월터스 클루어는 심층적인 도메인 지식과 첨단 기술, 서비스를 결합한 전문 솔루션을 통해 고객이 중요한 의사 결정을 지원할 수 있도록 돕고 있다.

## 글로벌 운영 부서
회사는 5개의 글로벌 운영 부서를 통해 서비스를 제공하고 있으며, 각 부서는 다음과 같다:
1. 의료 산업
2. 세무 및 회계
3. 기업 성과 관리 및 ESG
4. 금융 기업 규정 준수
5. 법률 및 컴플라이언스

특히, 기업 성과 관리 및 ESG(CP & ESG) 부서는 다음의 3개 사업부를 운영하고 있다:
- Enablon
- CCH Tagetik (타게틱)
- TeamMate (팀메이트)

TeamMate(팀메이트)는 월터스 클루어의 기업 성과 관리 및 ESG 부서에 속해 있으며, 30년 이상 기업, 상업 및 공공 부문 감사 발전에 전념해 온 감사 및 보증 전문가 솔루션 분야의 글로벌 리더이다.
TeamMate(팀메이트)는 감사인이 감사 생산성을 개선하고 전략적 인사이트를 제공받을 수 있도록 지원한다. 이를 통해 전 세계 모든 산업 분야의 감사인에게 프리미엄 전문 서비스와 함께 전문 솔루션을 제공한다.
또한, TeamMate(팀메이트)의 감사 솔루션은 기업 내부 감사 부서, 금융 서비스, 공공 부문 감사 조직을 대상으로 하며, 내부 감사자가 진화하는 ESG 보고 요건과 리스크를 더 잘 이해할 수 있도록 돕는다.
기업성과관리 및 ESG 부서에는 3의 주요 제품인 CCH 타게틱(CCH Tageitk)은 기업성과관리(CPM) 솔루션으로 재무와 경영관리 업무를 수월하게 할 수 있는 다양한 애플리케이션을 하나의 플랫폼에서 작업하고, 컨트롤 할 수 있는 플랫폼이다.
CCH 타게틱을 통해 기업은 예산 및 경영계획, 이동계획, 재무 결산 및 연결재무, 공급망 계획, 규제 보고, 계정 조정, AI 기반 예측모델, 시나리오 플래닝, 경영 리포팅, 사업 및 규제 보고서 자동화를 할 수 있다. 또한, 최근에는 ESG 및 Pillar II (필라 2) 솔루션을 출시하여 복잡한 세금과 보고, 공시 관리를 한 번에 처리할 수 있도록 돕고 있다.

## 같이 보기
- 업투데이트